# Термо
Тѐрмо (на гръцки: Θέρμο, на старогръцки и катаревуса Θέρμον, Термон, до 1915 г. Κεφαλόβρυσο, Кефаловрисо или  Κεφαλόβρυσον, Кефаловрисон) е градче в областта Етолия, Гърция, център на едноименния дем Термо, област Западна Гърция. Термо има население от 2266 души. Разположено е над източния бряг на езерото Трихонида, до останките на античния град Терм.